# Vòng cung đối xứng bên dưới
Vòng cung đối xứng bên dưới (hoặc vòng cung bên tiếp tuyến dưới, hay vòng cung hạ đối xứng) là một hào quang hiếm gặp, một hiện tượng quang học xuất hiện tương tự như cầu vồng dưới một mặt trời ảo trắng. Cùng với vòng cung siêu đối xứng, chúng luôn nằm bên ngoài hào quang 46° hiếm khi quan sát được, nhưng trái ngược với các vòng cung siêu đối xứng, các cung tròn luôn nằm bên dưới mặt trời ảo.
Hình dạng của một vòng cung đối xứng bên dưới thay đổi theo độ cao của Mặt Trời. Giữa Mặt Trời mọc và trước khi Mặt Trời đạt khoảng 50° trên đường chân trời, hai cung tròn nằm ở hai bên (theo nghĩa mặt bên) của hào quang 46°, đỉnh lồi của chúng nằm tiếp tuyến với hào quang 46°. Khi Mặt Trời lên tới trên 68°, hai cung tròn hợp nhất thành một vòng cung lõm duy nhất với hào quang 46° theo chiều dọc dưới mặt trời.
Các cung tròn hình thành khi ánh sáng mặt trời chiếu vào các tinh thể băng hình lục giác hình que, theo chiều ngang qua một mặt đáy hình lục giác và thoát ra qua một trong các mặt bên của lăng kính. Vòng cung đối xứng bên dưới xảy ra khoảng một năm một lần. Chúng thường được quan sát cùng với hào quang ngoại tiếp và các cung tiếp tuyến trên.